# Calcificación de coral
La calcificación en los corales es el proceso de biomineralización de carbonato de calcio (CaCO3) en forma de aragonito, que permite la formación de los esqueletos en los corales escleractinios. La secreción de carbonato por parte de los corales es un proceso de gran importancia, ya que origina la construcción de los arrecifes de coral, ecosistemas marinos de gran importancia debido a la riqueza y abundancia de especies que albergan.
La formación del esqueleto dentro de los corales, es un proceso exclusivo de los corales escleractinios que pertenecen al Phylum Coelenterata (Cnidaria), clase Anthozoa y orden Scleractinea. Los corales escleractinios son organismos coloniales o modulares constituidos por unidades estructurales llamadas pólipos que viven en asociación simbiótica con micro-algas del género Symbiodinium sp. que habitan su tejido. El proceso de fotosíntesis llevado a cabo por las algas simbióticas, les aporta a los pólipos alrededor del 95% de sus requerimientos energéticos que se destinan a diferentes procesos fisiológicos incluida la calcificación. Esta relación simbiótica acelera la secreción de CaCO3 en cada pólipo presente en la colonia. Permitiendo que varias capas anuales de CaCO3 se vayan acumulando a lo largo de la vida del coral originando el crecimiento del esqueleto del coral. Por su parte, a medida que la colonia crece, bandas de alta y baja densidad son marcadas en el esqueleto coralino (Knutson 1972). A partir de estas bandas, se pueden medir diferentes parámetros de crecimiento del esqueleto coralino mediante 3 variables que contienen información complementaria: la densidad del esqueleto (g CaCO3 cm-3), tasa de extensión anual de la colonia (cm año-1) y su tasa de calificación anual (g CaCO3 cm-3 año-1). El crecimiento y la variación en la forma del esqueleto coralino están controlados por 2 factores:
1- la cantidad de energía disponible para la precipitación de material calcáreo y
2- la manera en la que este material es utilizado por el coral para construir su esqueleto.
Las diferencias en este último resultan en 2 estrategias de crecimiento de los corales: invertir los recursos para calcificar y formar esqueletos más densos, o bien, para formar esqueletos con mayor extensión.

## Factores que modulan la calcificación coralina

### Temperatura
La temperatura es un factor que guarda una relación estrecha con la tasa de calcificación de diversas especies de coral (Carricart-Ganivet et al. 2012). Aunque cada especie de coral posee una sensibilidad diferente al aumento de temperatura (Carricart-Ganivet et al. 2012), se ha visto que los umbrales térmicos promedio se alcanzan alrededor de los 26-28 °C . Contrariamente el límite inferior de este umbral térmico, también llamado estrés por frío, se alcanza a los < 20°C. Cuando se superan estos umbrales, la calcificación se reduce y consecuentemente la cantidad de CaCO3 aportada por cada especie es menor. Por otra parte, aumentos prolongados de altas temperaturas (≥ 3 semanas) puede romper la relación simbiótica entre el alga y su hospedero, causando la expulsión de las algas (Blanqueamiento), resultando en tasas de calcificación reducidas y mortalidades masivas que afectan de manera negativa la producción de CaCO3 en los arrecifes.

### La luz (PAR)
La luz, específicamente el espectro de ≈400 a 700 nm de la radiación solar, es fundamental para la calcificación de los corales constructores de arrecife. Esto se debe a la simbiosis que mantienen con las algas dinoflageladas de la Familia Symbiodiniaceae de las cuales obtienen hasta el 95% de la energía que necesitan para formar su esqueleto. La calcificación en los corales se lleva a cabo en el sitio de la esqueletogenesis a donde se bombea el  calcio, con la ayuda del ATP que las mitocondrias de las células calicobásticas generan por medio del glicerol y oxígeno derivado de la fotosíntesis de las algas simbiontes.